# Один дома 4
«Один дома 4» (англ. Home Alone 4: Taking Back the House) — это американский рождественский семейный комедийный фильм 2002 года, снятый для телевидения режиссером Родом Дэниелом, который впервые вышел в эфир на канале ABC 3 ноября 2002 года в качестве первого эпизода сорок седьмого сезона «Удивительного мира Диснея», а затем был выпущен на DVD 2 сентября 2003 года. Четвёртый фильм серии «Один дома», который продолжает историю Кевина Маккалистера из первых двух фильмов. 
Изначально фильм задумывался как непосредственное продолжение «Один дома 3», но от этой идеи отказались из-за кассового провала третьего фильма, и переписали сценарий, как фильм про Кевина, но с другими актёрами. В нём рассказывается о Кевине Маккалистере, который отправляется провести Рождество с отцом и его новой девушкой, в то время как его старый враг Марв и его жена Вера придумывают план похищения приезжего принца с помощью внутреннего человека, о котором Кевин подозревает меньше всего.
Это первый фильм из франшизы, не получивший театрального релиза и не имеющий сценарного вклада Джона Хьюза. Четвёртая часть стала последним фильмом Рода Дэниела, перед его смертью в 2016 году. Этот фильм является свободным продолжением или «мягкой перезагрузкой» из-за отсутствия актёров из прошлых фильмов и другой сюжетной линии, которая почти не продолжает события первых двух частей.

## Сюжет
Питер Маккалистер собирается расставаться с Кейт и сообщает, что он живёт со своей новой и богатой подругой Натали в её особняке. Троим детям, Баззу, Меган и Кевину, он говорит, что они являются организаторами визита британской королевской семьи и приглашает всех желающих провести Рождество с ним и Натали. После изначального отказа Кевин приезжает в дом Натали после того, как его мучает Базз.
В своей новой спальне Кевин наслаждается временем, последними новинками и своей новой жизнью. На следующее утро Питер и Натали уезжают из дома, тогда как Кевин остаётся с дворецким Прескоттом и горничной Молли. Пока мистер Прескотт делает Кевину молочный коктейль, он идёт в комнату охраны, где попадается Прескотту на глаза. С помощью телескопа Кевин замечает своего старого заклятого врага Марвина Мерчантса и его новую напарницу Веру. Кевин пытается сообщить Прескотту по интеркому, но тщетно, так как Марвин изменил систему безопасности. Следя за грабителями, Кевин затапливает дом и прогоняет их. Вернувшиеся Питер и Натали, узнав о случившемся, не верят словам Кевина, в то время как Прескотт утверждает, что вообще ничего не видел. Кевин пытается посмотреть видео с камеры наблюдения, но во время просмотра обнаруживает, что камера была выключена. Кевин снова попадает Прескотту на глаза, но вовремя появившаяся Молли вытаскивает его из проблем. Питер и Натали понимают, что они усложнили жизнь Кевину. Питер приходит к нему в спальню, предлагает вместе украсить ёлку, и Кевин соглашается.
Утром Питер и Кевин обнаруживают, что Натали снова украсила ёлку. Позже в дом приезжают Кейт, Базз и Меган, чтобы навестить Кевина. Кейт знакомится с Натали, в то время как Кевин показывает дом Баззу и Меган. После того, как Питер и Натали покидают дом, Кевин замечает Марвина и Веру, переодетых в официантов. Мистер Прескотт предупреждает Кевина о том, что может произойти сегодня вечером, но он обманывает Прескотта и замыкает в морозильной камере. Кевин следит за грабителями, слышит о плане похищения и сбрасывает их с окна своей спальни. Королевская семья не прибывает на вечеринку из-за непогоды, в то время как Питер и Натали объявляют о помолвке. Марв и Вера снова заходят в дом, но Кевин оглушает их сковородкой, переворачивает стол и проливает на них суп. Грабители преследуют Кевина, заставляя его испортить вечеринку. Питер гневается на этом мероприятии, отказывается верить Кевину и предполагает, что Кевин пытается положить конец его отношениям с Натали.
Кевин решает разобраться с этим вопросом и устанавливает ловушки для Марвина и Веры. На следующее утро Питер и Натали едут встречать королевскую семью, тогда как Кевин остаётся дома. Вскоре он закрывает Прескотта в винном погребе и узнаёт от Молли, что она является матерью Марвина и сообщником грабителей. Кевин оказывается в том же винном погребе, что и Прескотт, и последний помогает ему сбежать через шахту лифта. Кевин заманивает Марвина и Веру в ловушку, а их сообщница Молли застревает в лифте. Беспокоясь за Кевина, Питер отпускает Натали, Прескотт сбегает с винного погреба, а Кейт, Базз и Меган едут спасать Кевина. Кевин сбрасывает на Марвина книжный шкаф и включает его запись, в которой он оскорбляет Веру и заставляет её кричать и спорить. С помощью радиоуправляемого самолёта Кевин спускает грабителей вниз по лестнице, снова заманивает их в ловушку, и они падают без сознания. Молли хватает Кевина, но мистер Прескотт оглушает её подносом и вызывает полицию.
Марвин и Вера, увидев семью Кевина, сбегает из дома, но их сбивают Базз и Меган. Прибывшая с королевской семьёй Натали видит, как полиция арестовывает грабителей. Питер говорит Натали, что Кевин спас всех, в то время как агент ФБР показывает, что Молли, Марвин и Вера спланировали заговор с целью похищения королевской семьи. Питер расстаётся с Натали, мистер Прескотт увольняется с должности дворецкого. Члены королевской семьи проводят Рождество с Маккалистерами, которое становится хорошим подарком для всех, кроме Натали и пойманных грабителей.

## В ролях
- Майк Вейнберг — Кевин Маккаллистер
- Френч Стюарт — Марв Мерчантс
- Джоанна Гоинг — Натали
- Барбара Бэбкок — Молли
- Эрик Авари — Прескотт
- Джейсон Бех — Питер Маккаллистер
- Клэр Кэри — Кейт Маккаллистер
- Мисси Пайл — Вера
- Гидеон Джейкобс — Базз
- Челси Рассо — Меган
- Шон Камерон Майкл — полицейский
- Крэйг Гелденхайс — принц
- Лиза Кинг — королева
- Андре Рутман — король
- Антон Сматс — водитель такси

## Производство
Ввиду малого бюджета съёмки фильма проходили в Кейптауне (ЮАР). На данный момент это единственный фильм в серии, который снимался не в Северной Америке.
Планировалось, что фильм станет пилотом целого сериала, поэтому у некоторых актёров в контрактах были соответствующие пункты, по которым они должны были быть готовы вернуться на съёмочную площадку. Низкий рейтинг фильма полностью отменил эти планы.
Хронологически фильм, очевидно, разворачивается в промежутке между первыми двумя фильмами, потому что возраст Кевина озвучен как 9 лет: в первых двух фильмах ему 8 и 10 лет, соответственно.
Дэниелу Стерну, который ранее играл Марва в первых двух фильмах Один дома, предложили повторить его роль, но он отказался после прочтения сценария. После этого он называл этот шаг создателей фильма "самым страшным оскорблением в своей карьере".

## Релиз на видео
Фильм был выпущен на DVD в США 2 сентября 2003 года.
В 2020 году четвёртая и пятая часть были выпущены на HBO Max.

## Критика
Критика «Один дома 4» была крайне отрицательной. Критики в целом согласились, что ему не хватает очарования и юмора первых фильмов «Один дома», при этом многие рецензенты негативно комментируют смену актёрского состава, в частности отсутствие Маколея Калкина в роли Кевина. Сюжет и юмор фильма также подверглись широкой критике. Поклонники также не приняли фильм положительно, в основном из-за проблем с преемственностью предыдущих фильмов и качества производства, снятого для телевидения. Джоли Херман из образовательной организации Common Sense Media оценила фильм на одну звезду из пяти, указав на вторичность шуток и полное отсутствие обаяния первых фильмов франшизы. На Rotten Tomatoes у фильма в настоящее время нет оценок от критиков, есть 2 "гнилых" отзыва, также у него есть рейтинг пользователей 24%. Критика сводилась к тому, что Один дома 4 не вписывается в хронологию событий первых двух фильмов, а также критиковался сюжет, режиссура, сценарий, темп, актёрская игра и нелогичная концовка.
- Клинт Моррис с сайта Moviehole высказал сожаление по поводу возвращения к персонажам первого фильма и также присудил картине одну звезду из пяти, заметив, что иногда успешную франшизу лучше оставить в покое, как «не стоит передаивать корову, дабы не повредить бедняжке»[9].
- Столь же негативную оценку фильму дал Джерри Робертс с сайта ArmchairCinema.com, резюмировавший, что «подобные продолжения могут быть лишь имитацией, не то чтобы кто-нибудь об этом просил»[1].
- Джерри Робертс из Armchair Media дал фильму 1 из 4 звёзд[10].
- Сью Робинсон из Radio Times дала фильму 1 звезду из 5, написав, что «вы должны задаться вопросом, зачем они заморочились»[11].
- На IMDb четвёртая часть имеет худшие отзывы среди всей серии - 2.5 из 10.[12]

### Противоречия с первыми двумя фильмами
У фильма имеются множество различий с хронологией первых двух частей:
- Все остальные братья и сёстры Кевина, кроме Базза и Меган отсутствуют. Последние выглядят младше своих прообразов в первых двух частях.
- Все имеющиеся персонажи не похожи на своих двойников из первых двух частей. Внешность Марва в этом фильме больше похожа на внешность Гарри.
- Кевин в первых фильмах говорит, что не верит в Санту-Клауса, а в четвёртом верит.

## Продолжение
15 марта 2012 года компания ABC Family объявила, что фильм "Один дома 5: Праздничное ограбление", премьера которого состоялась на канале в рождественский сезон 2012 года. В фильме снялся Кристиан Мартин в роли 10-летнего главного героя Финна Бакстера. В центре сюжета - переезд семьи из Калифорнии в штат Мэн, где Финн убеждается, что в его новом доме водятся привидения. Когда его родители уезжают в другой город и Финн остается дома один со своей старшей сестрой Алексис, он расставляет ловушки, чтобы поймать призраков своего нового дома, которые вместо этого доставляют неприятности группе воров (в ролях Малкольм Макдауэлл, Деби Мазар и Эдди Стиплз). В фильме также снимается Эдвард Аснер, продюсером выступает Fox Television Studios, а режиссером - Питер Хьюитт. Многие критики считали, что более поздние части франшизы, включая «Один дома 5», не соответствуют стандартам, установленным более ранними фильмами.